# 博赫丹河
博赫丹河（烏克蘭語：Богдан），是烏克蘭的河流，位於該國西部外喀爾巴阡州，發源自博赫丹東北面，流經拉希夫區，河道全長16公里，流域面積67.2平方公里。